# Termas del Arapey
Termas del Arapey es una localidad del departamento de Salto, en el Noroeste de Uruguay, a orillas del río Arapey. Se desarrolló en torno a pozos de aguas termales, actualmente explotados turísticamente. Posee una población estable de 256 habitantes.
Las termas del Arapey se encuentran entre uno de los principales atractivos turísticos del país, junto con las termas del Daymán, la capital, el casco histórico de Colonia del Sacramento y la zona costera del territorio nacional, entre otros sitios.

## Características
En el año 1940 el Instituto Geológico del Uruguay comenzaba las tareas de perforación en busca de hidrocarburos. El 5 de enero de 1941 en el predio militar de lo que era el Batallón N° 6 de Caballería "Atanasildo Suárez", comienza a emerger un líquido marrón que lentamente se fue convirtiendo en agua muy caliente. La desilusión por no encontrar petróleo hizo que se abandonaran las excavaciones. Por iniciativa de la familia Sitrín Voscoboinik que vivía frente al lugar del hallazgo, se opuso a que el pozo fuera tapado una vez descubierta el agua termal; y fue así que se construyó la primera piscina para disfrute de los vecinos de la zona. Este fue el inicio de lo que hoy conocemos como Termas del Arapey. 
Esta localidad representa la instalación de aguas termales más antigua del país y es considerada como una de las más influyentes en la región. Anualmente reciben más de 150.000 turistas. Se encuentra situada a unos 80 km al norte de la capital departamental y a unos 560 km respecto a la ciudad de Montevideo. Sus aguas templadas son asimismo empleadas con fines terapéuticos. Posee numerosos complejos con piscinas cerradas y al aire libre, rodeados de jardines que le aportan una inconfundible belleza natural. El Complejo Termal Municipal de Termas del Arapey es administrado por el Municipio. Posee una gran variedad de piletas termales, tanto cubiertas como al aire libre, zonas lúdicas para descansar, zona de deportes, sector para niños y un museo histórico.
El agua termal procede del acuífero Guaraní. La temperatura promedio de sus aguas asciende a los 39 °C y constituye un atractivo turístico que convoca visitantes desde Uruguay, Argentina, Brasil y en menor medida desde otros países más alejados.
Las Termas del Arapey ofrecen más de dos mil plazas hoteleras, que van desde 1 a 5 estrellas. Además cuentan con un amplio predio de camping con capacidad para cinco mil personas. Su localización hace posible que año tras año, y especialmente en Semana de turismo, cientos de personas procedentes de otros sectores del país, así como de Argentina, Brasil y Paraguay hagan de este recinto uno de sus principales destinos.
En la última década ha crecido notoriamente el turismo europeo y norteamericano. Las instalaciones, que tuvieron problemas de mantenimiento durante la década del noventa, han sido recientemente renovadas y están en mejor situación que nunca.

## Galería de imágenes

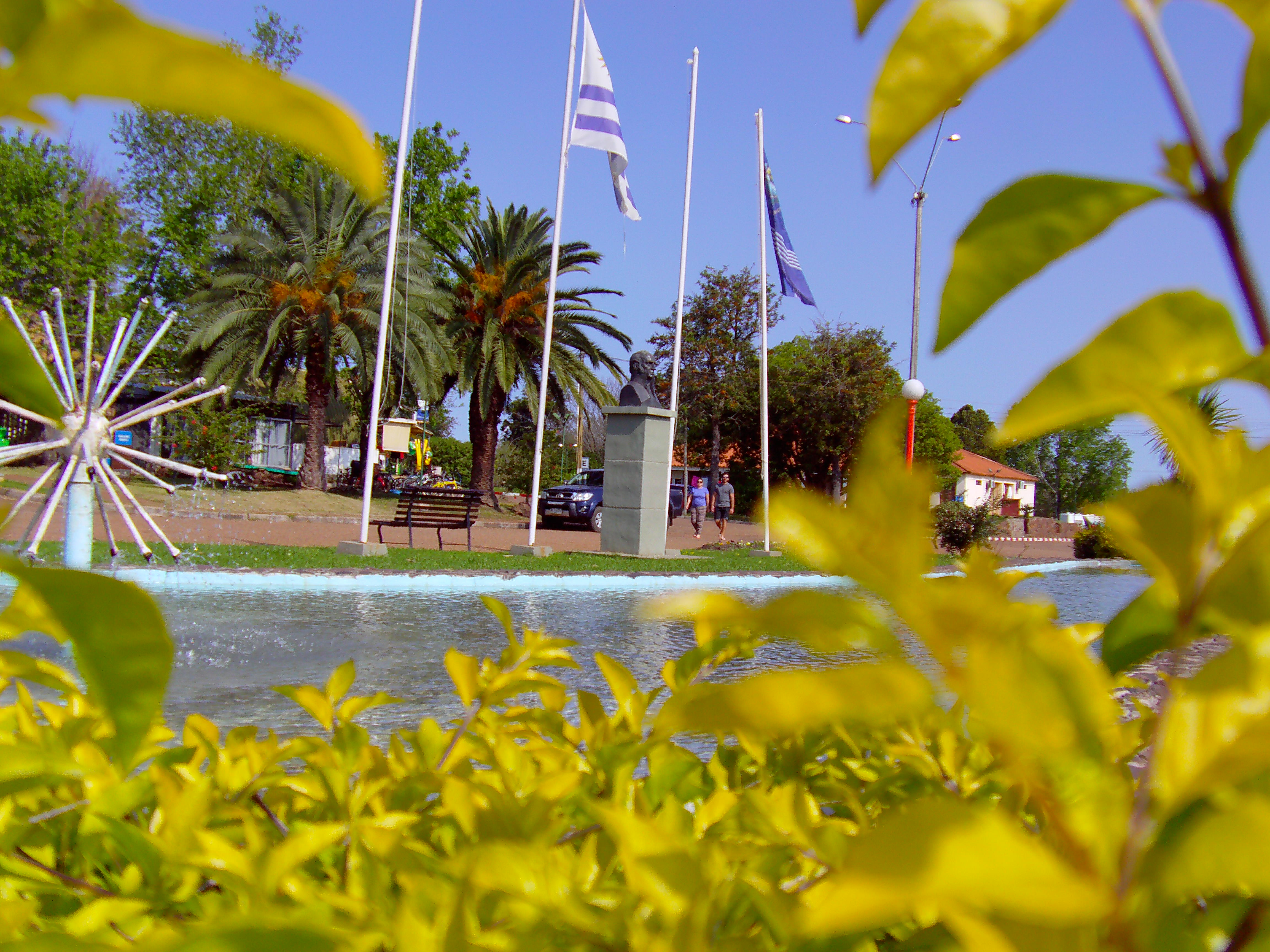
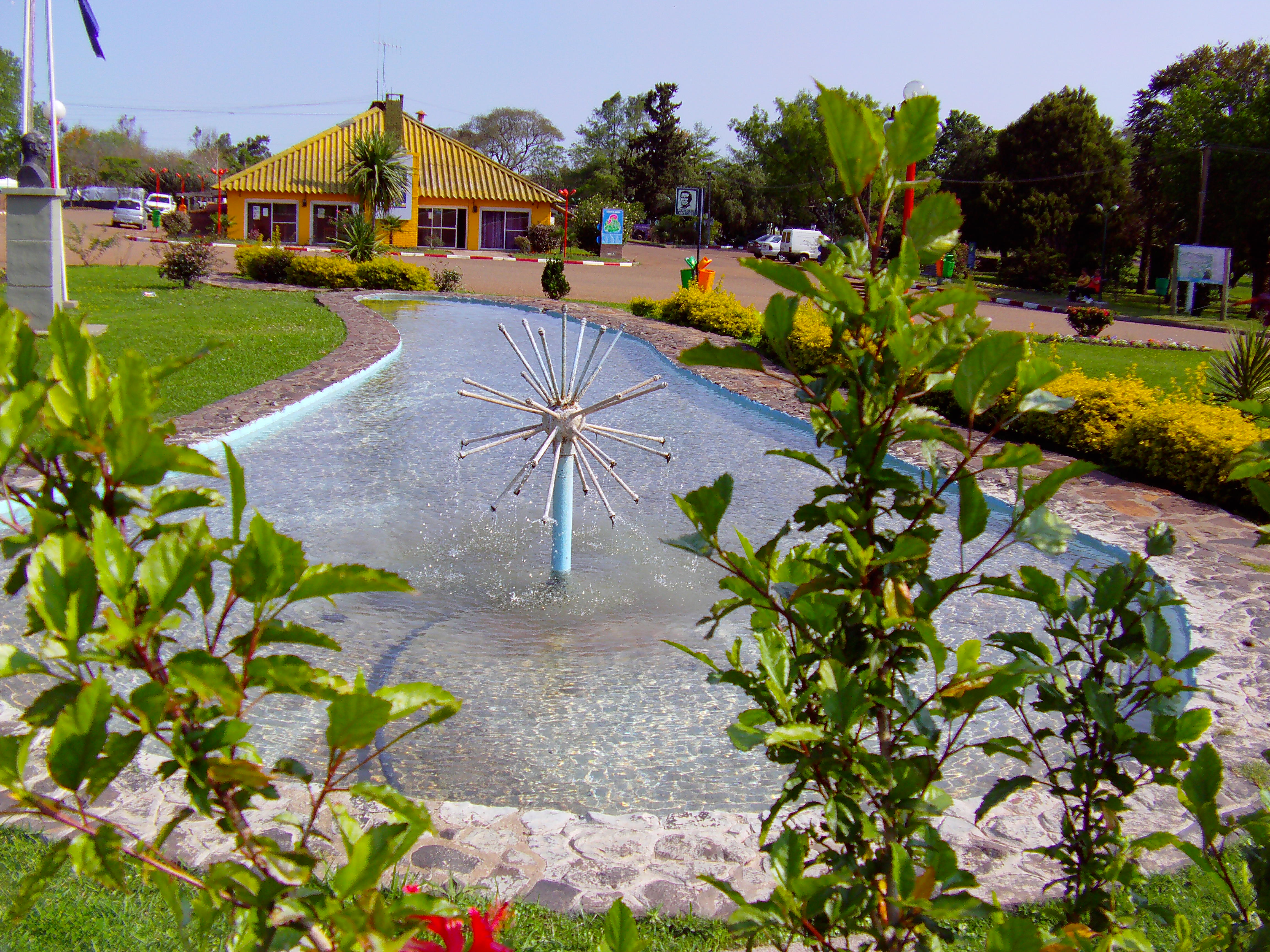
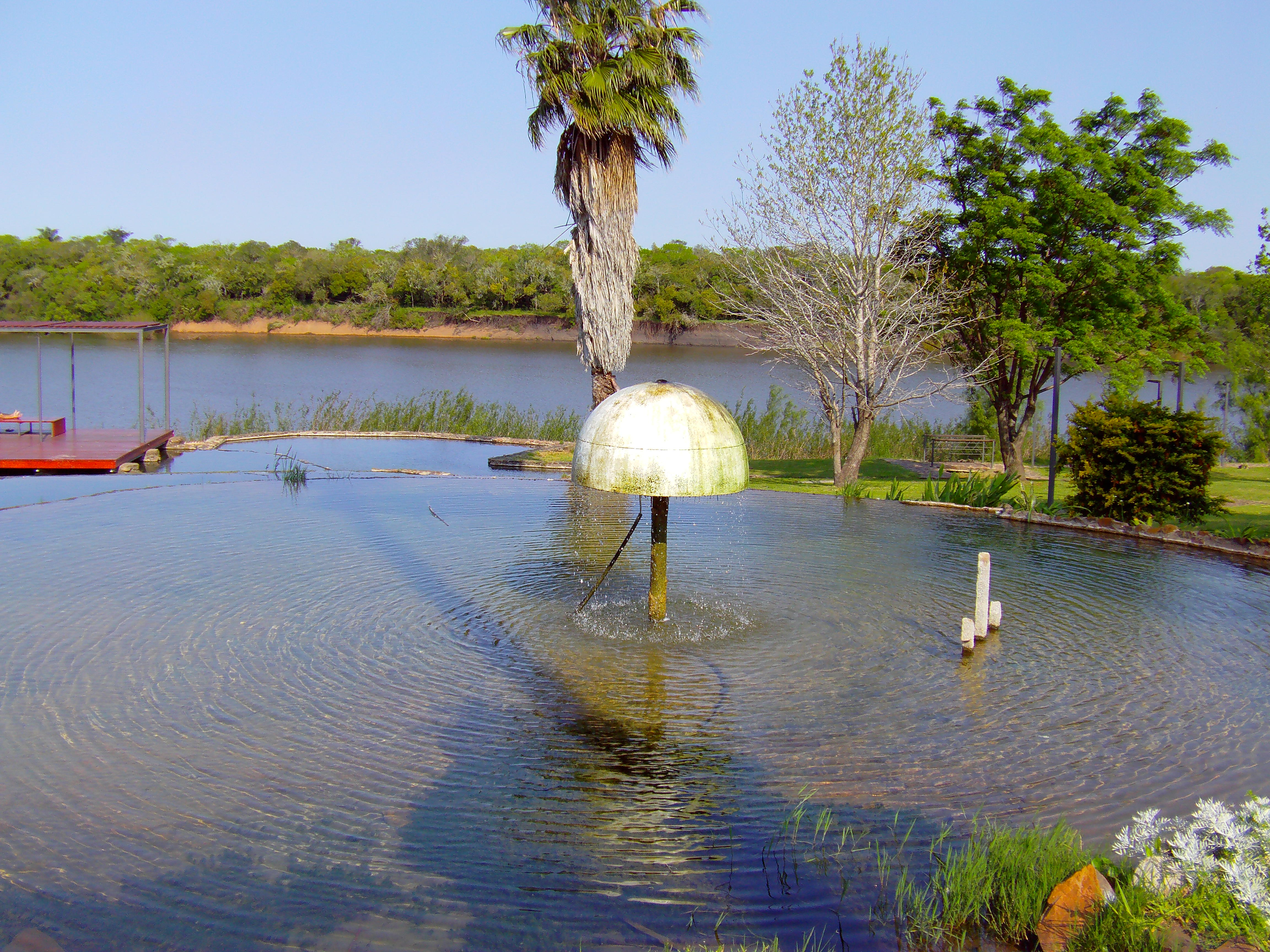
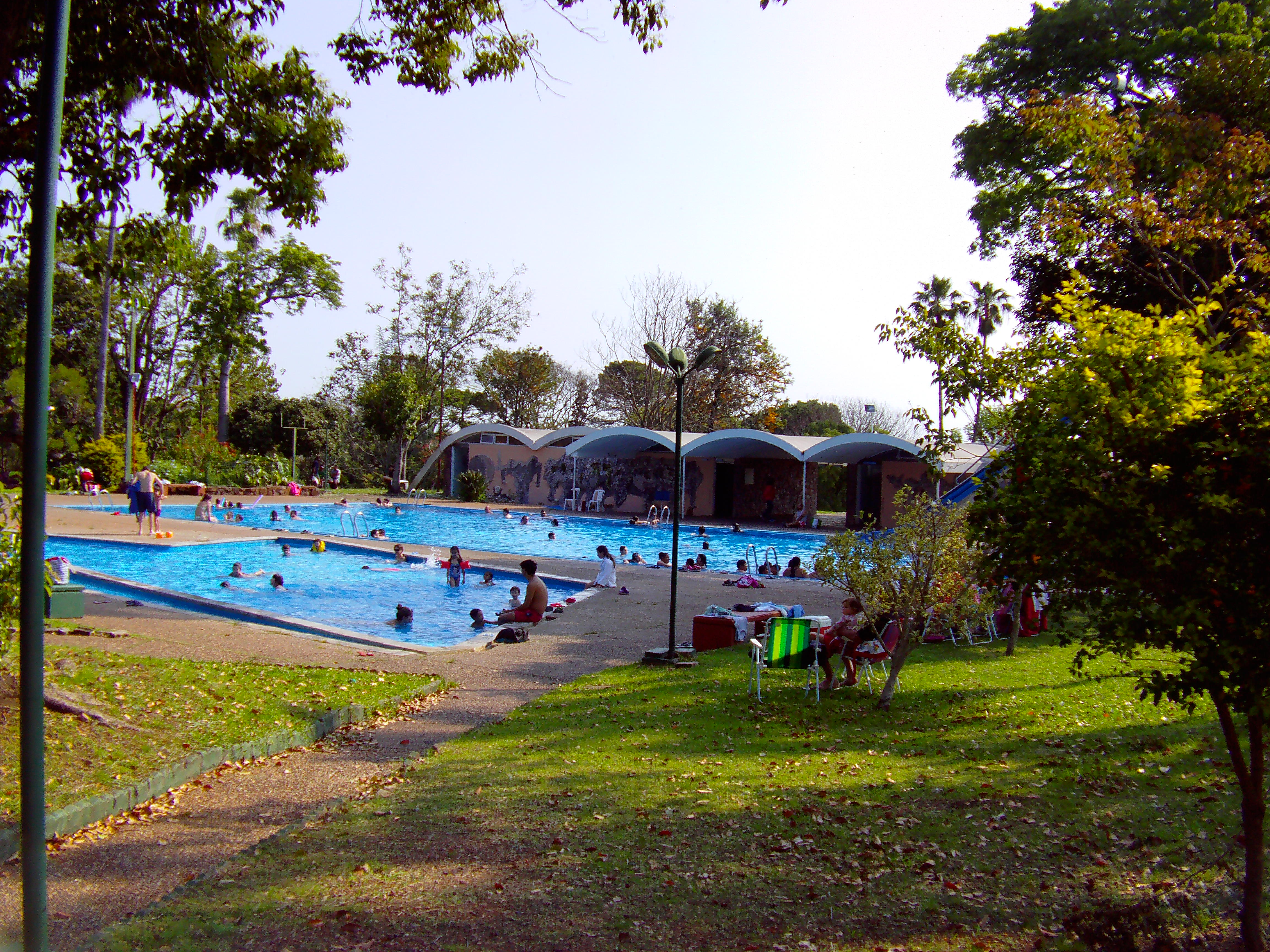

## Población
| 337           | 632 | 543 | 256 |
| (Fuente: INE) |     |     |     |